# Lawrence Stenhouse
Lawrence Stenhouse (29 de marzo de 1926, Mánchester, Inglaterra  - 5 de septiembre de 1982) fue un pedagogo británico que trató de promover un papel activo de los docentes en la investigación educativa y curricular de desarrollo. Fue miembro fundador del Centre for Applied Research in Education (CARE) en la Universidad de East Anglia. Se formó en la Manchester Grammar School, en la Universidad de St. Andrews y en la Universidad de Glasgow.
Stenhouse fue especialmente influyente durante los años 1960 y 1970. Ayudó a desarrollar métodos innovadores para impartir clases a alumnos de secundaria a través del Consejo Escolar del Proyecto de Humanidades. También fue presidente de la British Educational Research Association (BERA). En 2013, la Universidad de East Anglia renombró su edificio 'Educación' en honor de Stenhouse.

## Modelo curricular
Stenhouse propone un modelo de investigación y desarrollo del currículo, considerándolo como un instrumento potente e inmediato para la transformación de la enseñanza porque es una fecunda guía para el profesor. Stenhouse afirma que las ideas pedagógicas se presentan como más importantes para la identidad personal y profesional del profesor que como algo útil para su actividad práctica. Esta premisa explica la separación entre teoría y práctica, y también entre investigación y acción.
Para que el currículo sea el elemento transformador, debe tener otra forma y un proceso de implementación diferente. Un currículo, si es valioso, a través de materiales y criterios para llevar a cabo la enseñanza, expresa toda una visión de lo que es el conocimiento y una concepción clara del proceso de la educación. Proporciona al profesor la capacidad de desarrollar nuevas habilidades, relacionándolas con las concepciones del conocimiento y del aprendizaje. El objetivo del currículo y el desarrollo del profesor deben ir unidos. Así, el modelo curricular que propone Stenhouse está basado en un proceso que comprende ciertos elementos básicos:
- Respeto a la naturaleza del conocimiento y la metodología.
- Consideración con el proceso de aprendizaje.
- Enfoque coherente al proceso de enseñanza.

### Fundamentos de la propuesta
Stenhouse dice que la mejora de la enseñanza se logra a través de la mejora profesional del profesor y no por los intentos de mejorar los resultados de aprendizaje. El currículo justamente capacita para probar ideas en la práctica, y así el profesor se convierte en un investigador de su propia experiencia de enseñanza.
El profesor debería ser autónomo y libre. Debe tener claros sus propósitos y siempre ser guiado por el conocimiento. Estos elementos son articulados en la práctica para dar paso a lo que se conoce como investigación – acción. La investigación es el potencial del educando, la preocupación del mismo, su colaboración y el perfeccionamiento de su potencial, mientras que la acción es la actividad realizada en acorde con lo teórico para desarrollar el potencial del educando. Stenhouse presenta también problemas entre lo teórico y lo práctico: la metodología a utilizar y el percibir, comprender y describir lo que sucede en realidad en la escuela y en el aula.
En definitiva, un currículo es una tentativa para comunicar los principios y rasgos esenciales de un propósito educativo, de forma tal que permanezca abierto a una discusión crítica y pueda ser trasladado efectivamente a la práctica; es decir, un currículo debe estar basado en la praxis. Es un intento de comunicar los principios esenciales de una propuesta educativa de tal forma que quede abierta al escrutinio del docente y pueda ser traducida efectivamente a la práctica aula. Tiene como idea la aplicación de la investigación en la acción. Para él la teoría y práctica deben de aparecer unidas.

## Obras destacadas
- An Introduction to Curriculum Research and Development (1975).
- Authority, Education and Emancipation (1983).
- Research as a Basis for Teaching: Readings from the Work of Lawrence Stenhouse (1985).